# HD 143436
HD 143436 eller HIP 78399 är en ensam stjärna belägen i den södra delen av stjärnbilden Ormen. Den har en skenbar magnitud av ca 8,03 och kräver åtminstone en stark handkikare eller ett mindre teleskop för att kunna observeras. Baserat på parallaxmätning inom Hipparcosuppdraget på ca 24,7 mas, beräknas den befinna sig på ett avstånd på ca 132 ljusår (ca 41 parsek) från solen. Den rör sig närmare solen med en heliocentrisk radialhastighet på ca -25 km/s.

## Egenskaper
HD 143436 är en gul till vit stjärna i huvudserien av spektralklass G3 V. Den har en massa som är ungefär lika med en solmassaoch har en effektiv temperatur av ca 5 800 K.
HD 143436 har temperatur, rotation, massa och överskott som ligger nära solens egenskaper och av den anledningen är den troligen en soltvilling. Den enda anmärkningsvärda skillnaden är ett ungefär sex gånger större överskott av litium jämfört med solen och en mycket lägre ålder av ca 3,8 miljarder år.